# Hồng Lĩnh (ville)
Hồng Lĩnh est une  ville de la province de Hà Tĩnh dans la côte centrale du Nord au Viêt Nam. 

## Géographie
Hồng Lĩnh est au sud du fleuve Lam et à côté de la chaîne des montagnes de Hồng Lĩnh. 
La ville d'une superficie de 58,5 km2 est à l'intersection des routes nationales 1A et 8A. 